# Liste von Söhnen und Töchtern der Stadt Rimini
Die folgende Liste enthält in Rimini geborene Persönlichkeiten mit einem Artikel in der deutschsprachigen Wikipedia, unabhängig von ihrem späteren Wirkungskreis.
Die Liste erhebt keinen Anspruch auf Vollständigkeit.

## A
- Marco Affronte (* 1965), Politiker
- Alex De Angelis (* 1984), san-marinesischer Motorradrennfahrer
- Isotta degli Atti (um 1432–1474), Adlige der Renaissance

## B
- Francesco Maria Banditi (1706–1796), Erzbischof von Benevent und Kardinal
- Giovanni Baronzio (?–vor 1362), Giottesker Maler der Rimineser Schule
- Enea Bastianini (* 1997), Motorradrennfahrer
- Gozzio Battaglia (um 1270–1348), Kardinal
- Samuele Bersani (* 1970), Cantautore
- Marco Bezzecchi (* 1998), Motorradrennfahrer
- Luigi Alberto Bianchi (1945–2018), Geiger und Bratschist
- Pier Paolo Bianchi (* 1952), Motorradrennfahrer
- Pasquale Boninsegni (1869–1939), Präsident der Abteilung für Sozial- und Politikwiss. der Universität Lausanne[1]
- Matteo Brighi (* 1981), Fußballspieler
- Lucia Bronzetti (* 1998), Tennisspielerin

## C
- Marco Carnesecchi (* 2000), Fußballspieler
- Mattia Casadei (* 1999), Motorradrennfahrer
- Luigi Ceccarelli (* 1953), Komponist und Sänger
- Domenico Cecchetti (* 1941), san-marinesischer Radrennfahrer
- Leo Cella (1938–1968), Motorrad-, Rallye- und Automobilrennfahrer
- Claudio Maria Celli (* 1941), Kurienerzbischof
- Nicola Ciotti (* 1976), Hochspringer
- Peppe Consolmagno (* 1958), Perkussionist
- Marco Conti (* 1969), Politiker
- Vito Corbelli (* 1941), san-marinesischer Radrennfahrer

## D
- Alessandro Da Col (* 1978), Tennisspieler
- Antonio Draghi (1634–1700), Komponist, Librettist und Sänger
- Giovanni Battista Draghi (um 1640–1708), Organist, Cembalist und Komponist
- Luca Drudi (* 1962), Automobilrennfahrer

## E
- Giovanni Evangelisti (* 1961), Weitspringer

## F
- Marcello Fabbri (* 1970), Koch
- Federico Fellini (1920–1993), Filmemacher
- Riccardo Fellini (1922–1991), Schauspieler und Filmregisseur
- Ivan Foschi (* 1973), Politiker

## G
- Scilla Gabel (* 1938), Filmschauspielerin
- Giuseppe Garampi (1725–1792), Kardinal und Historiker
- Aurelio de’ Giorgi Bertola (1753–1798), Schriftsteller, Gelehrter, Übersetzer, Historiker und Literaturkritiker
- Matteo Guarise (* 1988), Eiskunstläufer

## L
- Tiziano Longo (1924–1978), Filmproduzent und -regisseur

## M
- Roberto Manzi (* 1959), Fechter
- Lucio Marcaccini (1929–1982), Filmregisseur und Drehbuchautor
- Nicole Minetti (* 1985), Politikerin
- Angelina Monti (* 1941), Schlagersängerin
- Mauro Moretti (* 1953), Ingenieur und Manager

## N
- Romeo Neri (1903–1961), Turner und dreifacher Olympiasieger

## P
- Enrico Pace (* 1967), Pianist, Dirigent und Komponist
- Davide Pagliarani (* 1970), Generaloberer der Piusbruderschaft
- Antonio Paolucci (1939–2024), Kunsthistoriker und Museumsleiter
- Mattia Pasini (* 1985), Motorradrennfahrer
- Renzo Pasolini (1938–1973), Motorradrennfahrer
- Hugo Pratt (1927–1995), Comic-Autor
- Igor Protti (* 1967), Fußballspieler
- Nico Pulzetti (* 1984), Fußballspieler

## Q
- Quintino Quagliati (1869–1932), Prähistoriker und Archäologe

## R
- Giovanni da Rimini (um 1270–um 1336), Maler des Mittelalters
- Neri da Rimini (um 1270–nach 1322), Maler und Miniaturist des Mittelalters
- Giuliano da Rimini (um 1275–um 1325), Maler des Mittelalters
- Pietro da Rimini (um 1290–um 1345), Maler des Mittelalters
- Andrea Ripa (* 1972), römisch-katholischer Kurienbischof
- Lea Ritter-Santini (1928–2008), italienisch-deutsche Germanistin und Literaturkritikerin
- Edelweiss Rodriguez (1911–1962), Boxer
- Paolo Rosa (1949–2013), Künstler und Experimentalfilm-Regisseur
- Delio Rossi (* 1960), Fußballspieler und -trainer

## S
- Simone Sabbioni (* 1996), Schwimmer und Olympionike
- Stechinelli (eigentlich Francesco Maria Capellini) (1640–1694), Landdrost und Hofbankier
- Siegfried Stohr (* 1952), Automobilrennfahrer

## T
- Carlo Tessarini (um 1690–1766), Violinist und Komponist
- Michelangelo Tonti (1566–1622), Kardinal

## U
- Nadia Urbinati (* 1955), Politikwissenschaftlerin

## V
- Robertus Valturius (1405–1475), Historiker

## Z
- Gianmaria Zamagni (* 1974), Kirchenhistoriker
- Stefano Zamagni (* 1943), Wirtschaftswissenschaftler